# Prinz Eugen
Prinz Eugen (tyskt uttal [ˈpʁɪnts ɔʏˈɡeːn]) var en tung tysk kryssare i Admiral Hipper-klass i tjänst för Kriegsmarine från 1938 till 1945. 

## Bakgrund
Fartyget var namngivet efter fältherren prins Eugen av Savojen. Prinz Eugen var ett av få större tyska örlogsfartyg som kom att överleva andra världskriget.
Fartyget följde bland annat med slagskeppet Bismarck på hennes första och enda tur ute i Atlanten 1941. Fartygets besättning kapitulerade till britterna i Köpenhamn 7 maj 1945.
Efter andra världskriget togs Prinz Eugen över av USA som krigsskadestånd vid krigsslutet. Några år senare användes Prinz Eugen som testmål vid atombombssprängningar vid Bikiniatollen. Fartyget överlevde båda explosionerna, men började ta in vatten och sjönk under bogsering fem månader efter proven då hon var för radioaktiv för att hennes läckor skulle kunna tätas.